# Partit Nacional Religiós - Sionisme Religiós
El Partit Nacional Religiós - Sionisme Religiós (hebreu: מפלגה דתית לאומית–הציונות הדתית, Miflaga Datit Leumit – HaTzionut HaDatit‎, ), o Mafdal - Sionisme Religiós, és un partit polític sionista religiós d'extrema dreta d'Israel. El partit es va formar l'agost de 2023, quan el Partit Sionista Religiós i els partits La Llar Jueva van acordar la fusió. S'espera que la fusió doni a l'antic Partit Sionista Religiós més presència a nivell municipal, mentre que La Llar Jueva podrà tornar a exercir poder després de no obtenir cap escó a les eleccions legislatives del 2022. Hagit Moshe, fins llavors cap de La Llar Jueva, liderarà la llista de Jerusalem del partit abans de les eleccions municipals israelianes del 2024.

## Antecedents
Bezalel Smotrich va derrotar Uri Ariel a les eleccions pel lideratge de Tkuma el gener de 2019.
Després de difícils negociacions, Tkuma, La Llar Jueva i Otzma Yehudit van arribar a un acord per presentar-se a les eleccions d'abril de 2019 com a Unió de Partits de Dreta (aconseguint cinc escons a la Knesset). El juny de 2019, Otzma Yehudit va acusar La Llar Jueva de no respectar el seu pacte electoral i va abandonar l'aliança. El partit Nova Dreta (funda per Naftali Bennett i Ayelet Shaked després de separar-se de La Llar Jueva el desembre de 2018) no havia superat la barrera electoral a les eleccions d'abril de 2019. Abans de les eleccions legislatives israelianes de setembre de 2019, La Llar Jueva i Tkuma es van aliar amb la Nova Dreta i van formar una llista conjunta anomenada Yamina. Tot i que Otzma Yehudit i La Llar Jueva van acordar inicialment presentar-se a una llista conjunta anomenada La Llar Jueva Unida, tot preparant-se per a les eleccions legislatives de 2020, Yamina va ser reformada, amb Otzma Yehudit una vegada més quedant-ne fora.
Smotrich va canviar el nom del seu partit de Unió Nacional-Tkuma a Partit Sionista Religiós el 7 de gener de 2021. El mes següent, aquest partit, Otzma Yehudit i Noam van formar una aliança electoral, que va aconseguir sis escons a les eleccions del 2021. Els tres partits es van presentar junts de nou a les eleccions del 2022, guanyant catorze escons, sis dels quals eren per a Otzma Yehudit i un per a Noam.
Hagit Moshe va ser elegit cap de La Llar Jueva el 19 de gener de 2021, en substitució de l'antic cap Rafi Peretz. Després de les negociacions fallides amb el Partit Sionista Religiós per a les eleccions de 2021, Moshe va anunciar que el partit no es presentaria a les eleccions, i en canvi va donar suport a Yamina i els va permetre utilitzar "ב", el símbol tradicional de Mafdal i La Llar Jueva. Shaked va posar fi a la breu aliança que tenia amb Yoaz Hendel (anomenada Esperit Sionista) abans de les eleccions de 2022, segons es diu, per la manca de voluntat d'Hendel de donar suport a Benjamin Netanyahu al govern, i en comptes d'això va encapçalar la llista de Yamina que es va presentar sota el nom de La Llar Jueva a les eleccions del 2022. La Llar Jueva no va superar el llindar electoral i va quedar fora de la Kenésset.
Hi havia converses en curs entre Moshe i Smotrich des del maig del 2023 per discutir una llista conjunta. El comitè central de la Llar Jueva va votar per dissoldre el partit el 20 d'agost de 2023 i formar el nou partit Partit Nacional Religiós - Sionisme Religiós juntament amb el Partit Sionista Religiós.